# Bauria
 (décembre 2018).
Si vous disposez d'ouvrages ou d'articles de référence ou si vous connaissez des sites web de qualité traitant du thème abordé ici, merci de compléter l'article en donnant les références utiles à sa vérifiabilité et en les liant à la section « Notes et références ».
Genre
Bauria est un genre éteint de petits synapsides thérocéphales, proches des mammifères. Ils appartiennent à la famille des bauriidés. Ils étaient probablement carnivores ou insectivores. Les espèces connues de ce genre ont vécu en Afrique du Sud, durant le Trias.

## Description
Le crâne de ces animaux mesure 130 mm de long. Leurs dents se spécialisent en incisives, canines et molaires.

## Histoire naturelle
Ce genre n'a pas survécu au Trias.

## Découverte
Le genre est décrit pour la première fois par Robert Broom en 1909.

## Liste d'espèces
Selon Paleobiology Database (27 janvier 2021) :
- † Bauria cynops  Broom, 1909
- † Bauria robusta  Brink, 1965

## Galerie

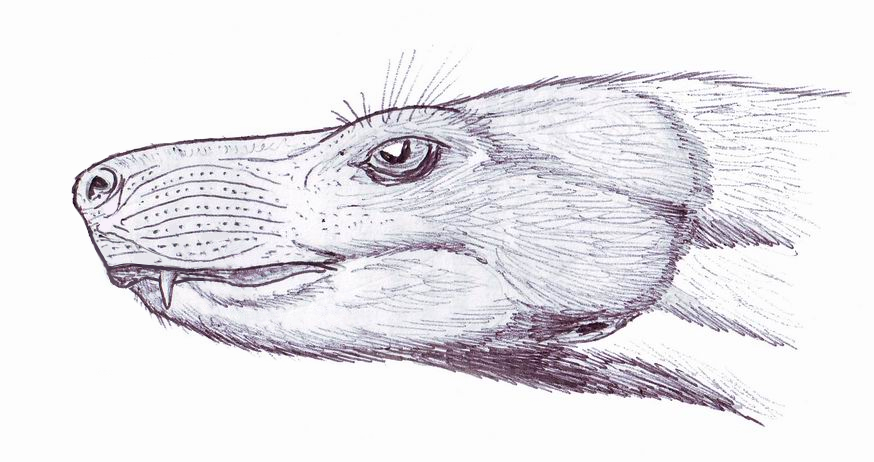
Dessin de la tête de Bauria.
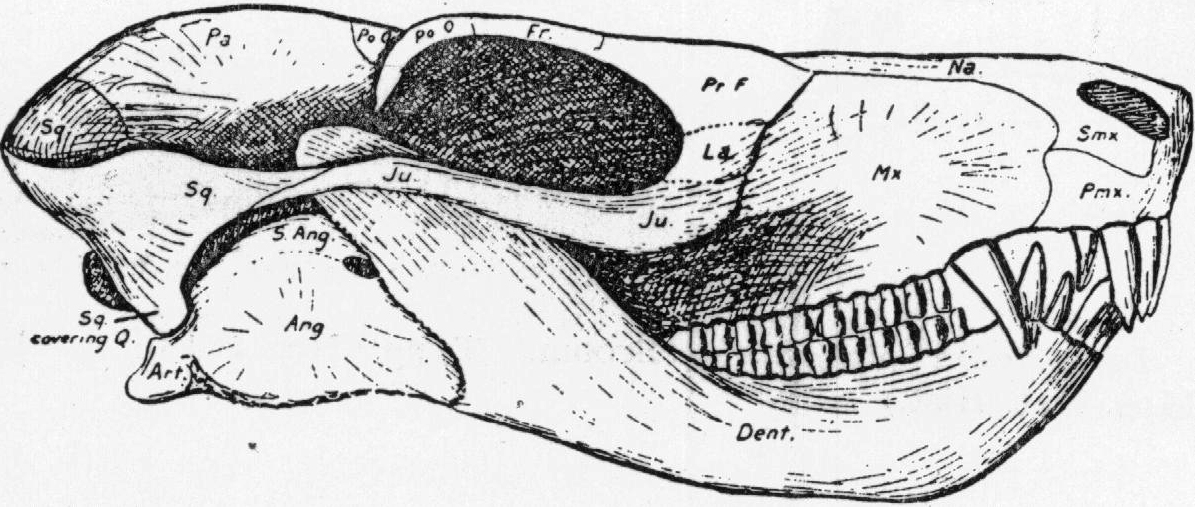
Restauration du crâne de Bauria cynops, spécimen 5622.